# Robert Leroy
Robert Leroy (Amsterdam, 5 maart 1971) is een Nederlandse zanger.

## Carrière
Leroy groeide op in Amsterdam, waar hij vanaf zijn zeventiende door de hele stad optrad.
De eerste talentenjacht die Robert won, was in de Shorts of Londen aan het Rembrandtplein. Robert won een van de voorrondes en kwam tot aan de halve finale, vanaf dat moment was de keuze snel gemaakt.
Aangemoedigd door een café-eigenaar die als eerste zijn kwaliteiten onderkende, nam Leroy vervolgens zijn eerste nummers op, Doe niet zo stom en Laat mij maar gaan. Daarna volgden optredens tijdens een gala-avond voor Tante Leen en in het Olympisch Stadion (beide in 1992) en in de rest van Nederland.
In 1995 tekende Leroy zijn eerste platencontract bij Bunny Music te Hilversum na veel jaren bij Bunny Music te hebben gezeten, kreeg Robert een nieuw platenlabel aangeboden. Daar werd het album "Dronken van Verlangen" uitgebracht.
Leroy trad in 2013 op in de Amsterdam ArenA tijdens de Halftimeshow van de concertreeks van De Toppers. In 2013 deed hij mee met de talentenjacht Bloed, zweet & tranen op SBS6.
In 2024 deed Leroy mee aan het televisieprogramma De Alleskunner VIPS waarin hij op de 35ste plaats eindigde.
Nu werkt Robert samen met producers Justin Pieplenbosch en Edwin de Groot aan nieuwe liedjes.

## Discografie

### Albums
| Album met eventuele hitnotering(en) in de Nederlandse Album Top 100 | Datum van verschijnen | Datum van binnenkomst | Hoogste positie | Aantal weken | Opmerkingen   |
| ------------------------------------------------------------------- | --------------------- | --------------------- | --------------- | ------------ | ------------- |
| Robert Leroy                                                        | 1995                  | 13-05-1995            | 39              | 17           |               |
| Het beste van                                                       | 1997                  | -                     |                 |              | Verzamelalbum |
| Dronken van verlangen                                               | 1998                  | -                     |                 |              |               |
| Opnieuw met jou                                                     | 2006                  | 01-07-2006            | 42              | 4            |               |

### Singles
| Single met eventuele hitnotering(en) in de Nederlandse Top 40 | Datum van verschijnen | Datum van binnenkomst | Hoogste positie | Aantal weken | Opmerkingen                 |
| ------------------------------------------------------------- | --------------------- | --------------------- | --------------- | ------------ | --------------------------- |
| Ik droom alleen maar van jou                                  | 1995                  | 13-05-1995            | tip2            | -            | Nr. 23 in de Single Top 100 |
| Zonder jou                                                    | 2002                  | -                     |                 |              | Nr. 34 in de Single Top 100 |
| Bel me niet meer op                                           | 2003                  | -                     |                 |              | Nr. 53 in de Single Top 100 |
| Wij zijn Zwarte Schapen (Clublied FC Omniworld)               | 2006                  | -                     |                 |              | -                           |
| Hee hoo Lingo                                                 | 2007                  | -                     |                 |              | Nr. 44 in de Single Top 100 |
| Jij leeft in mij                                              | 2008                  | -                     |                 |              | Nr. 16 in de Single Top 100 |
| Denk aan mij                                                  | 2009                  | -                     |                 |              | Nr. 33 in de Single Top 100 |
| Slaap ik bij jou                                              | 2009                  | -                     |                 |              | Nr. 71 in de Single Top 100 |
| Que je t'aime (Ik hou van jou)                                | 2010                  | -                     |                 |              | Nr. 18 in de Single Top 100 |